# کارکس فیلیفولیا
کارکس فیلیفولیا (نام علمی: Carex filifolia) نام یک گونه از سرده جگن است.